# غراهام أوغدن
غراهام أوغدن (بالإنجليزية: Graham Ogden)‏ هو مترجم أسترالي، ولد في 17 يوليو 1938 في سيدني في أستراليا.